# Brandon (Vermont)
Brandon és una concentració de població designada pel cens dels Estats Units a l'estat de Vermont. Segons el cens del 2000 tenia 1.684 habitants.

## Demografia
Segons el cens del 2000, Brandon tenia 1.684 habitants, 718 habitatges, i 463 famílies. La densitat de població era de 228,1 habitants per km².
Dels 718 habitatges en un 28,8% hi vivien nens de menys de 18 anys, en un 49,9% hi vivien parelles casades, en un 12,4% dones solteres, i en un 35,5% no eren unitats familiars. En el 29,7% dels habitatges hi vivien persones soles el 15,5% de les quals corresponia a persones de 65 anys o més que vivien soles. El nombre mitjà de persones vivint en cada habitatge era de 2,35 i el nombre mitjà de persones que vivien en cada família era de 2,86.
Per edats la població es repartia de la següent manera: un 23,8% tenia menys de 18 anys, un 5,6% entre 18 i 24, un 27,6% entre 25 i 44, un 27,1% de 45 a 60 i un 16% 65 anys o més.
L'edat mediana era de 41 anys. Per cada 100 dones de 18 o més anys hi havia 82 homes.
La renda mediana per habitatge era de 34.609 $ i la renda mediana per família de 44.514 $. Els homes tenien una renda mediana de 28.382 $ mentre que les dones 22.159 $. La renda per capita de la població era de 23.705 $. Entorn del 6,8% de les famílies i el 12,4% de la població estaven per davall del llindar de pobresa.